# Fusión de datos

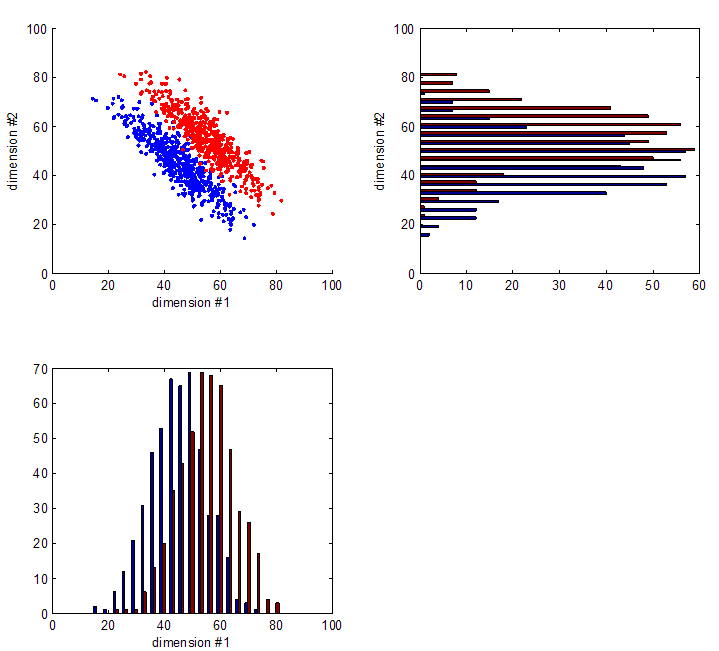
Imagen de una fusión de datos entre dos tablas

La fusión de datos o fusión de sensores (multi-sensor) hace referencia al uso sinérgico de la información proveniente de diferentes sensores para lograr una tarea requerida por el sistema.
La fusión de datos es de especial importancia en cualquier aplicación donde una gran cantidad de datos deben ser combinados, fusionados y agrupados para obtener la apropiada calidad e integridad de las decisiones a tomar.
Estas son algunas de las limitaciones fundamentales de un sistema basado en una única fuente de sensado respecto a los sistemas multi-sensores:
- Las observaciones realizadas por cada uno de los sensores son inciertas y ocasionalmente incorrectas, un sistema mono-sensor no tiene la posibilidad de reducir la incertidumbre.
- Diferentes tipos de sensores pueden proveer diferente información, pero un único sensor no puede cubrir todas las tareas.
- La falla de un único sensor resulta en la falla completa del sistema.
- Un único sensor puede proveer únicamente información parcial de su entorno de operación.

Las ventajas de la fusión de datos de múltiples sensores son:
- La información redundante puede reducir la incertidumbre e incrementa la precisión con la cual las características son percibidas por el sistema
- Varios sensores entregando información redundante aumentan la confiabilidad en caso de errores de un sensor o falla.
- Información complementaria de varios sensores permite caracterizar el entorno percibido de una manera que sería imposible percibir usando únicamente la información de cada sensor por separado.

La fusión de datos o fusión de sensores e integración está presente en áreas de robótica, sistemas biomédicos, sistemas militares, equipo de monitoreo, sensado remoto, sistemas de transporte, control de procesos y sistemas de información.
La fusión de datos es de particular importancia en la conducción a través de sistemas autónomos en todas sus aplicaciones. En principio, el proceso de fusión de datos autónomo permite a las mediciones e información ser combinadas para entregar conocimiento lo suficientemente completo e íntegro para tomar las decisiones que han sido planteadas.

## Paradigmas de la fusión de datos y la integración
Las estructuras jerárquicas permiten una representación eficiente de las diferentes formas,
niveles, y resolución de la información usada por el procesamiento de los sensores y el control.
Es posible realizar una clasificación de los diferentes métodos que realizan fusión de datos atendiendo a los siguientes cinco criterios.
1. Clasificación basada en las relaciones de los datos de entrada[1]
2. Clasificación basada en la entrada y salida[2]
3. Clasificación basada en los niveles de abstracción
4. Clasificación basada en los niveles de fusión del JDL (U.S Joint Directors of Laboratory)[3]
5. Clasificación basada en los tipos de arquitecturas

## Algoritmos de fusión de sensores

### Métodos de estimación
Uno de los más simples e intuitivos métodos de fusión es tomar el promedio ponderado de información redundante que proviene de un grupo de sensores y usarlo como el valor de la fusión. Este método permite un procesamiento en tiempo real de los datos en bajo nivel, el Filtro de Kalman es predominantemente preferido ya que provee un método que es cercano
en los requerimientos de procesamiento y, en contraste con el promedio ponderado, el resultado de la fusión es óptimo, en un sentido estadístico.

### Métodos de inferencia
La fusión de información basada en la inferencia Bayesiana proporciona un formalismo para combinar evidencia de acuerdo a las reglas de la teoría de probabilidades. La incertidumbre es representada en términos de probabilidades condicionales que describen las creencias y que pueden tener valores en el intervalo [0,1] donde 0 indica falta total de creencia y 1 creencia absoluta.

### Métodos de inteligencia artificial
Inferencias de alto nivel requieren razonamiento humano tales como reconocimiento de patrones, planeación, deducción y aprendizaje. Los procesos de inferencia utilizados por sistemas expertos comienzan con un grupo de datos iniciales (datos a prior)y unas reglas básicas.
Las redes neuronales y lógica difusa son ejemplo de este tipo de métodos.

## Áreas de aplicación
- Electrónica de consumo
- Geomática
- Bioinformática
- Red de sensores
- Sistemas inteligentes de transporte

## Libros
- Liggins, Martin E., David L. Hall, and James Llinas. (2008) Multisensor Data Fusion, Second Edition. Theory and Practice (Multisensor Data Fusion). CRC, ISBN 978-1-4200-5308-1 (en inglés)
- David L. Hall, Sonya A. H. McMullen (2004) Mathematical Techniques in Multisensor Data Fusion, ISBN 1-58053-335-3 (en inglés)
- H. B. Mitchell (2007) Multi-sensor Data Fusion – An Introduction, Springer-Verlag, Berlín, ISBN 978-3-540-71463-7 (en inglés)
- S. Das (2008) High-Level Data Fusion Artech House Publishers, Norwood, MA, ISBN 978-1-59693-281-4 and 1596932813 (en inglés)
- Erik P. Blasch, Eloi Bosse, and Dale A. Lambert (2012), High-Level Information Fusion Management and System Design, Artech House Publishers, Norwood, MA. ISBN 1-60807-151-0 | ISBN 978-1-60807-151-7 (en inglés)

- Datos: Q456962